# Locksport

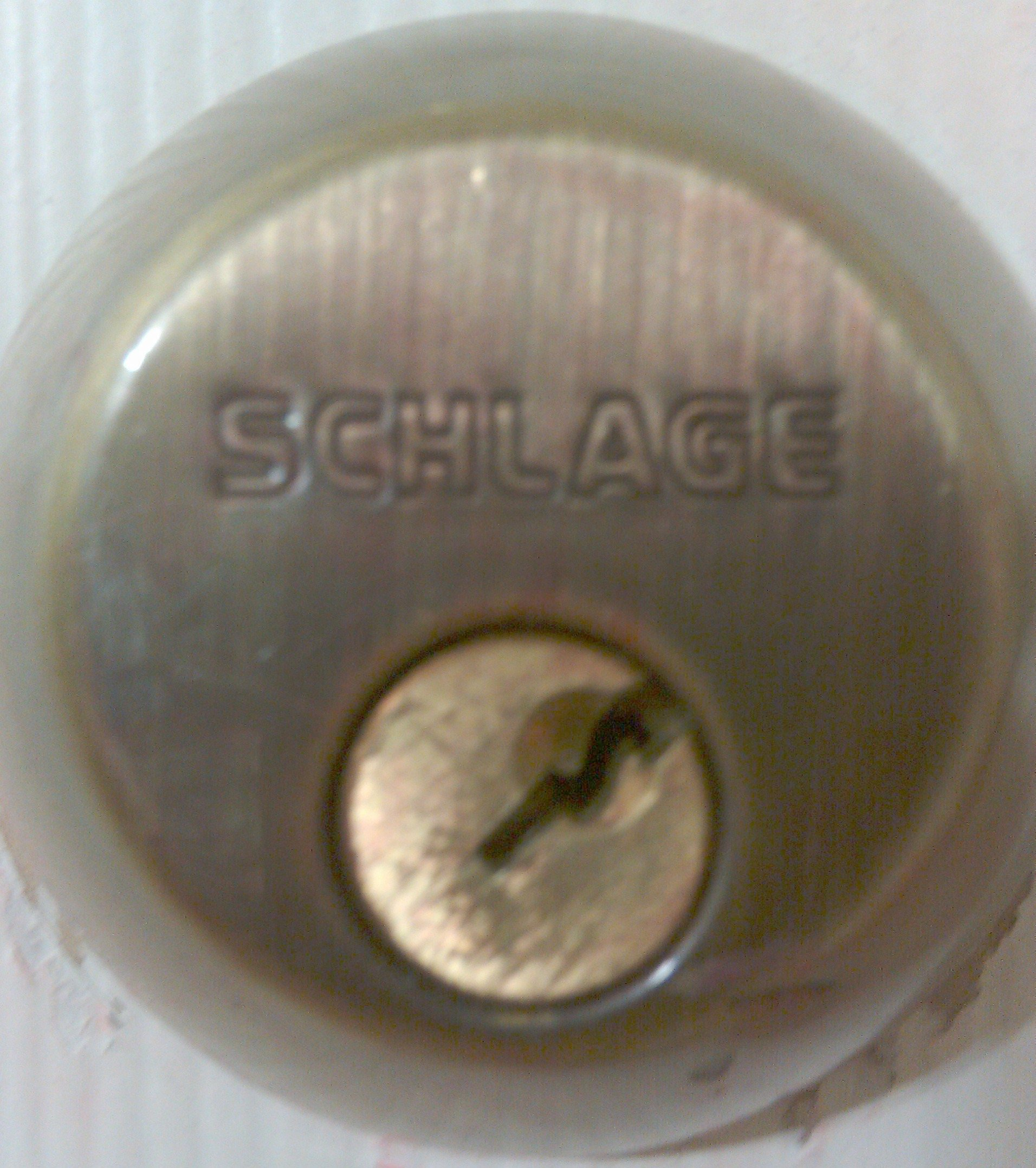
Zámek, který byl vyháčkován.

Locksport je sportovní činnost nebo koníček zabývající se nedestruktivním překonáváním zámků bez klíče. Lockpickeři (český název neexistuje) se zabývají metodami manipulace se zámkem jako je nejčastější vyháčkování (vyhmatání) – lockpicking nebo vyklepávání (bumping). Tyto dovednosti jsou tradičně známé spíše zámečníkům a dalším bezpečnostním profesím. Účastníci Locksportu mají rádi výzvu a vzrušení plynoucí z porážení zámků všech forem a často se scházejí ve sportovních skupinách jako je například Asociace českých lockpickerů, aby sdíleli znalosti, vyměňovali si nápady a účastnili se různých rekreačních aktivit a soutěží.

## Historie
Vyháčkování zámků (i jako koníček) je disciplína, která existuje stejně dlouho, jak dlouho existují zámky samotné. Už Francouzský král Ludvík XVI. (1754–1793) byl vášnivým návrhářem, sběratelem a lockpickerem.
V roce 1991 by zveřejněny poznámky hackerské komunity MIT Roof and Tunnel Hacking jako The MIT Guide to Lock Picking.
Jako organizovaný koníček je nicméně vyháčkování zámků relativně nedávným fenoménem. Nejstarší známá organizovaná skupina nadšenců pro vyháčkování zámků je německý klub SSDeV. Ten založil Steffen Wernéry v roce 1997. Jak skupina rostla v Německu, byla v Nizozemsku v roce 1999 založena další skupina. Tato skupina, původně nazvaná NVHS (dnes TOOOL The Open Organization Of Lockpickers), pomohla propagovat společnou zálibu ve vyháčkování zámků.
Termín locksport byl vybrán lockpickery jako způsob, jak odlišit to, co dělají od zámečníků a těch, kteří tyto techniky zneužívají k trestné činnosti. Termín byl navržen počátkem roku 2005, ale nebyl široce přijat. Přijetí pomohlo až vytvoření sportovní skupiny Locksport International v červenci 2005, kterou založili Josh Nekrep, Kim Bohnet a Devon McDormand z LockPicking101.com. Dnes je tento pojem široce přijímán těmi, kteří praktikují vyháčkování zámků pro zábavu nebo sport. Locksport International je nyní pod vedením Douga Farra.

## Filozofie
Důležitou součástí locksportu je zodpovědné zveřejnění informací, které je opakem bezpečí dosaženého mlžením (security through obscurity), což je často v zámečnickém průmyslu a mezi výrobci zámků běžná praxe. Ti, kteří se rozhodnou locksportu věnovat, se často snaží odhalit bezpečnostní zranitelnosti a informovat výrobce zámků v některých případech i veřejnost, ve snaze prosazovat vylepšení v oblasti fyzické bezpečnosti a pomáhat spotřebitelům.

## Soutěže
Každý rok se koná několik soutěží v lockpickingu. SSDeV i TOOOL každoročně pořádá soutěž, které se účastní zájemci z celého světa. V Severní Americe se každoročně konají soutěže na konferenci Defcon v Las Vegas. Na konferenci HOPE se soutěže konají každý druhý rok. Asociace českých lockpickerů pořádá vlastní soutěže v lockpickingu. Pravidla a formát soutěží se u jednotlivých událostí liší.
Fanoušci Locksportu například soutěží v několika disciplínách, včetně "Jeden na jednoho", které cílí na nejrychlejšího lockpickera. V jiné disciplíně dostane každý soutěžící pytlík obsahující sadu zámků a musí je slepě vyháčkovat pouze s pomocí nástrojů, které se v pytlíku nacházejí.
V dalších disciplínách se musí soutěžící dostat z pout, než se pokusí porazit sadu zámků. Existují také soutěže v demontáži složení zámků.

## Locksport v České republice

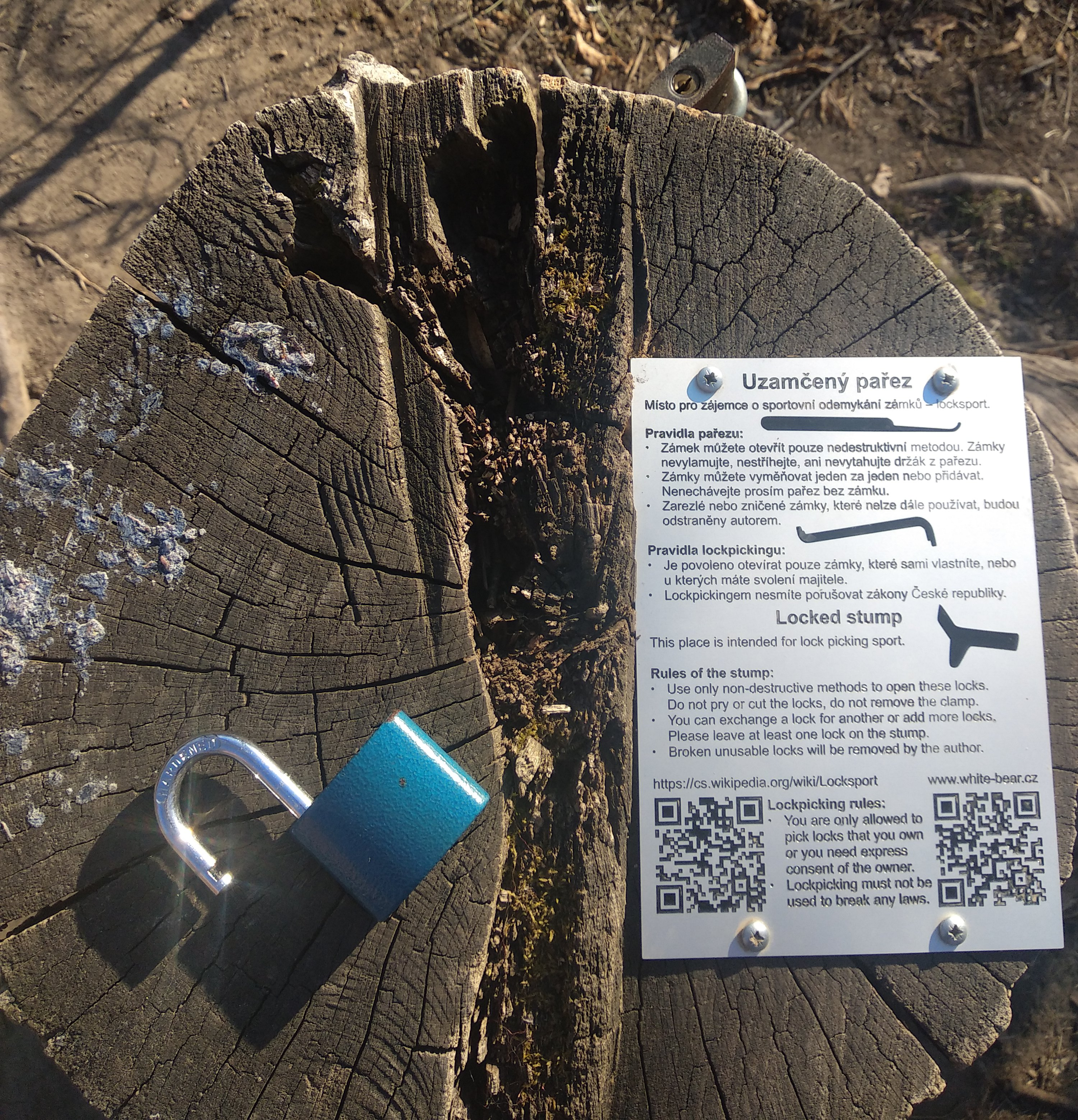
Uzamčený pařez je veřejné místo pro lockpickery, kde si mohou vyzkoušet otevřít zámek v přírodě s výslovným povolením majitele.

Lockpickery v České republice sdružuje například Asociace českých lockpickerů, která pořádá Mistrovství ČR v lockpickingu, další soutěže a přednášky. Asociace českých lockpickerů také pořádá tréningy v lockpickingu pro veřejnost.
Z hlediska zákona je ve většině zemí včetně ČR vlastnictví nástrojů pro lockpicking dovoleno, pokud tyto nástroje nepoužijí lidé k ilegální aktivitě. V některých státech je povoleno nástroje vlastnit, ale je zakázáno je skrytě nosit, v některých je zakázáno i vlastnictví nástrojů. Sady nástrojů lze v ČR koupit přes internet a pro jejich použití není žádné zákonné omezení, za předpokladu, že nebudou použity k nelegálním účelům.
V České republice se nachází první veřejný uzamčený pařez, který umožňuje lockpickerům, zkusit si otevřít neznámý zámek v polních podmínkách legálně s výslovným povolením majitele. Pařez je umístěn v Soběšicích na těchto GPS souřadnicích 49˚14.8590'N 16˚36.5570'E.

## Etika
Vzhledem k tomu, že vyháčkování zámků může být považováno za zločinné řemeslo, nadšenci do locksportu dodržují velmi přísný etický kodex. Krédo locksportu lze vyjádřit jako: "Otevíráme pouze vlastní zámky, nebo zámky u kterých na to máme explicitní povolení jejich majitele."
Lockpickeři dodržují následující pravidla, aby lidem mimo komunitu dali jasně najevo, že jejich aktivity jsou v etických mezích:
- Zámky, které jsou aktivně používány se nesmějí otevírat.
- Lockpicker může otevírat pouze zámky, které mu patří. U ostatních zámků potřebuje výslovný souhlas majitele.
- Zámek, který byl zanechán majitelem na veřejném místě tak, že nezajišťuje žádný objekt nebo majetek (tj. Není "používán", například milenecký zámek na mostě), může být otevřen lockpickerem, pokud je poté vrácen do původního stavu. Trvalé odstranění (nebo přemístění) zámku může provést pouze zákonem oprávněná osoba (obvykle zákonný vlastník půdy, na které je zámek umístěn).
- Bezpečnostní potřeby ostatních nesmí být porušeny.
- Všechny činnosti lockpickera musí probíhat v mezích zákona a profesionality.

Ve snaze udržet dovednosti v otevírání zámků vyháčkováním mimo dosah těch, kteří by je zneužili, mají členové lockpickingových skupin nulovou toleranci k nelegálnímu nebo nemorálnímu otevírání zámků. I když je výskyt zločinného použití vyháčkování zámku statisticky nízký, lockpickeři dodržují přísné standardy, aby vyvrátili běžnou mylnou představu, že se účastní nelegálních aktivit.
V nouzových situacích je téměř vždy snazší překonání zámku prostřednictvím jiných prostředků, než manipulací s planžetami. Nejběžnější zámky mohou být snadno a rychle otevřeny pomocí vrtačky, rozlomením, vytržením… Většina visacích zámků lze lehce přestřihnout. Z těchto důvodů lockpicking nepoužívají ani zámečníci/zámkaři, a proto také není velké riziko zneužití lockpickingu zloději. Těm je obvykle jedno, že zámek poškodí a naopak preferují rychlé destruktivní metody.